# Linia kolejowa nr 110
Linia kolejowa nr 110 – jednotorowa, zelektryfikowana linia kolejowa znaczenia miejscowego, łącząca stacje Gorlice Zagórzany i Gorlice.
Linia w całości znajduje się na terenie miasta Gorlice. Stanowi kolejowe połączenie z Fabryką Maszyn Górniczych Glinik, Rafinerią Nafty Glimar i z centrum Gorlic.

## Charakterystyka techniczna
Linia w całości jest klasy C3, maksymalny nacisk osi wynosi 221 kN dla lokomotyw oraz 196 kN dla wagonów, a maksymalny nacisk liniowy wynosi 71 kN (na metr bieżący toru). Linia wyposażona jest w sieć trakcyjną typu C120-2C, która jest dostosowana do maksymalnej prędkości 110 km/h, obciążalność prądowa wynosi 1725 A, a minimalna odległość między odbierakami prądu wynosi 20 m. Linia zaopatrzona jest w elektromagnesy samoczynnego hamowania pociągów. Linia podlega pod obszar konstrukcyjny ekspozytury Centrum Zarządzania Linii Kolejowych Kraków, a także pod Zakład Linii Kolejowych Nowy Sącz. Prędkość maksymalna poruszania się pociągów na linii wynosi 50 km/h, a jej prędkość konstrukcyjna wynosi 60 km/h. Obowiązują następujące maksymalne prędkości:
| kilometraż | kilometraż | Tor nieparzysty (kierunek: Gorlice) | Tor nieparzysty (kierunek: Gorlice) | Tor nieparzysty (kierunek: Gorlice) |
| od         | do         | Pociągi pasażerskie                 | Autobusy szynowe i EZT              | Pociągi towarowe                    |
| 0,128      | 3,600      | 50                                  | 50                                  | 50                                  |
| 3,600      | 4,366      | 30                                  | 30                                  | 30                                  |

Na linii zostały wprowadzone ograniczenia jej użytkowania - posterunek Gorlice jest czynny w godzinach 8:00 – 20:00.

## Infrastruktura

### Posterunki ruchu i punkty ekspedycyjne
| Rodzaj i nazwa            | Zdjęcie | Liczba peronów | Liczba krawędzi peronowych | Infrastruktura         |
| stacja Gorlice Zagórzany  |         | 2              | 3                          | - przejście nad torami |
| przystanek Gorlice Glinik |         | 1              | 1                          |                        |
| stacja Gorlice            |         | 1              | 1                          |                        |

## Galeria

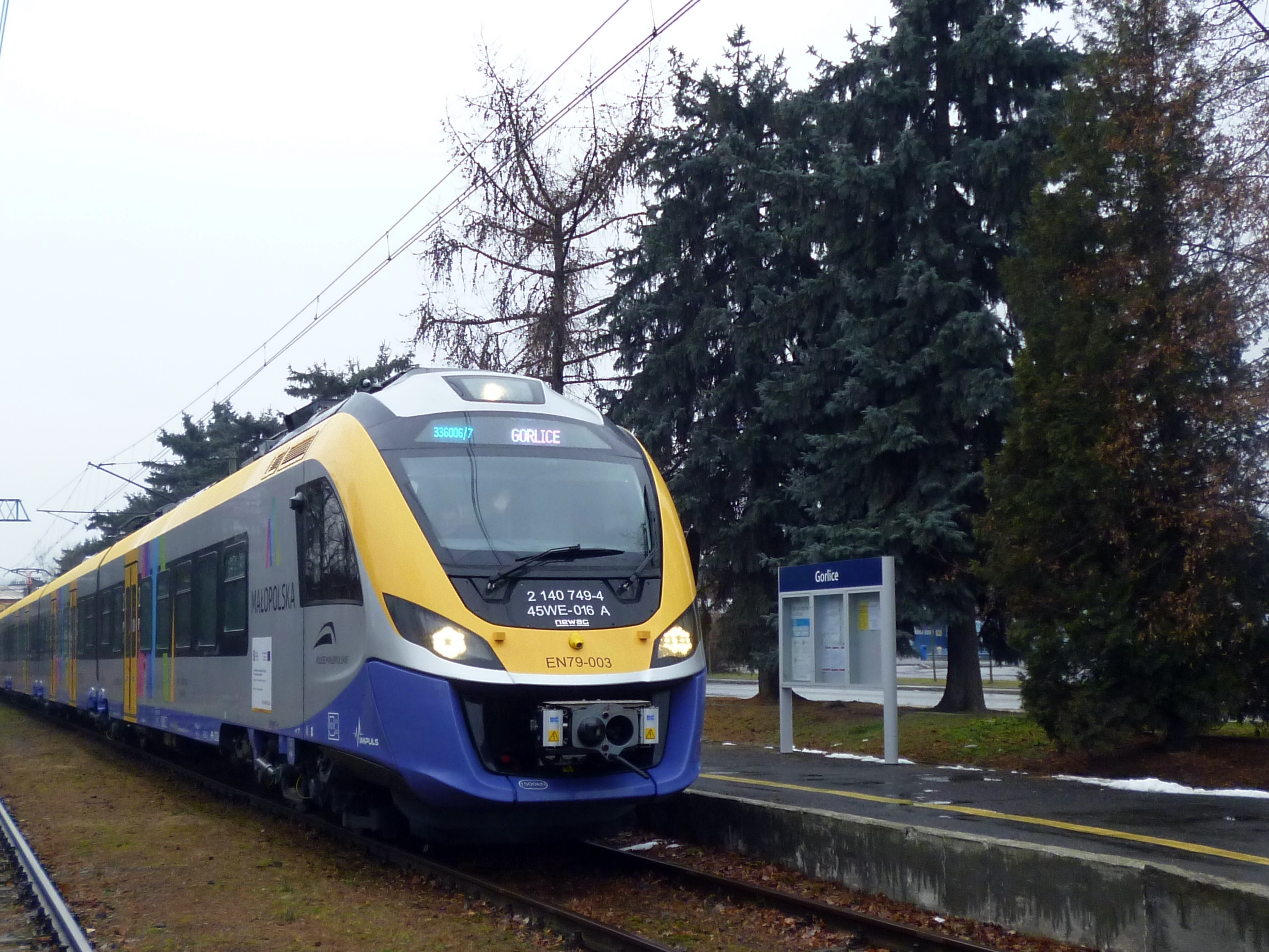
Pociąg Kolei Małopolskich na stacji Gorlice